# Brinkley (Arkansas)
Brinkley é uma cidade localizada no estado americano de Arkansas, no Condado de Monroe.

## Demografia
Segundo o censo americano de 2000, a sua população era de 3940 habitantes.
Em 2006, foi estimada uma população de 3431, um decréscimo de 509 (-12.9%).

## Geografia
De acordo com o United States Census Bureau, a localidade tem uma área de 15,4 km², dos quais 14,2 km² cobertos por terra e 1,2 km² cobertos por água. Brinkley localiza-se a aproximadamente 57 m acima do nível do mar.

## Localidades na vizinhança
O diagrama seguinte representa as localidades num raio de 24 km ao redor de Brinkley.